# Dime Savings Bank of New York
La Dime Savings Bank de New York, à l'origine la Dime Savings Bank de Brooklyn, a fonctionné de 1859 à 2002. Il ne faut pas la confondre avec la Dime Savings Bank de Williamsburgh, également basée à Brooklyn. 
L'ancien siège social de la banque au 9 DeKalb Avenue à Fleet Street dans le quartier Civic Center de Brooklyn a été construit en 1906-08 et a été conçu par Mowbray et Uffinger dans le style néo-classique. Il a été considérablement agrandi par Halsey, McCormack et Helmer en 1931-1932. L'intérieur du bâtiment est "remarquable"  et présente de grands dimes dorés à tête de mercure et douze colonnes de marbre rouge soutenant la rotonde ; ceux-ci ont été ajoutés dans l'expansion de 1931-1932  . Le bâtiment a été désigné monument de New York le 19 juillet 1994 .

## Voir également
- Liste des monuments de New York